# Josefine Sokole
Josefine Sokole (geb. 1. Februar 1925 in Wien; gest. 7. November 2007 in Wien) war eine österreichische Bildhauerin. Ihr Schaffen umfasst Plastiken in Ton, Bronze-, Alu- und Eisenguss sowie Steinskulpturen. Ihre Werke sind in wichtigen öffentlichen Sammlungen Österreichs vertreten und in Wien im öffentlichen Raum zu sehen.

## Leben
Sokole absolvierte eine Ausbildung zur Kindergärtnerin, die sie im Jahr 1943 abschloss. Von 1958 bis 1963 besuchte sie die von Fritz Wotruba geleitete Meisterschule für Bildhauerei an der Akademie der bildenden Künste in Wien.
Sokole war sowohl Leiterin als auch Lehrkraft an der Vorschule für Kindergärtnerinnen der Caritas der Erzdiözese Wien. Sie erteilte Werkunterricht am Bundesinstitut für Heimerziehung in Baden und lehrte plastisches Gestalten als Schwerpunktfach an der Höheren Internatsschule des Bundes Wien 1030, Boerhaavegasse 15.
Nach einem Schlaganfall 1973 war die Künstlerin halbseitig gelähmt, schuf aber dennoch einige Kleinplastiken.

## Werke (Auswahl)

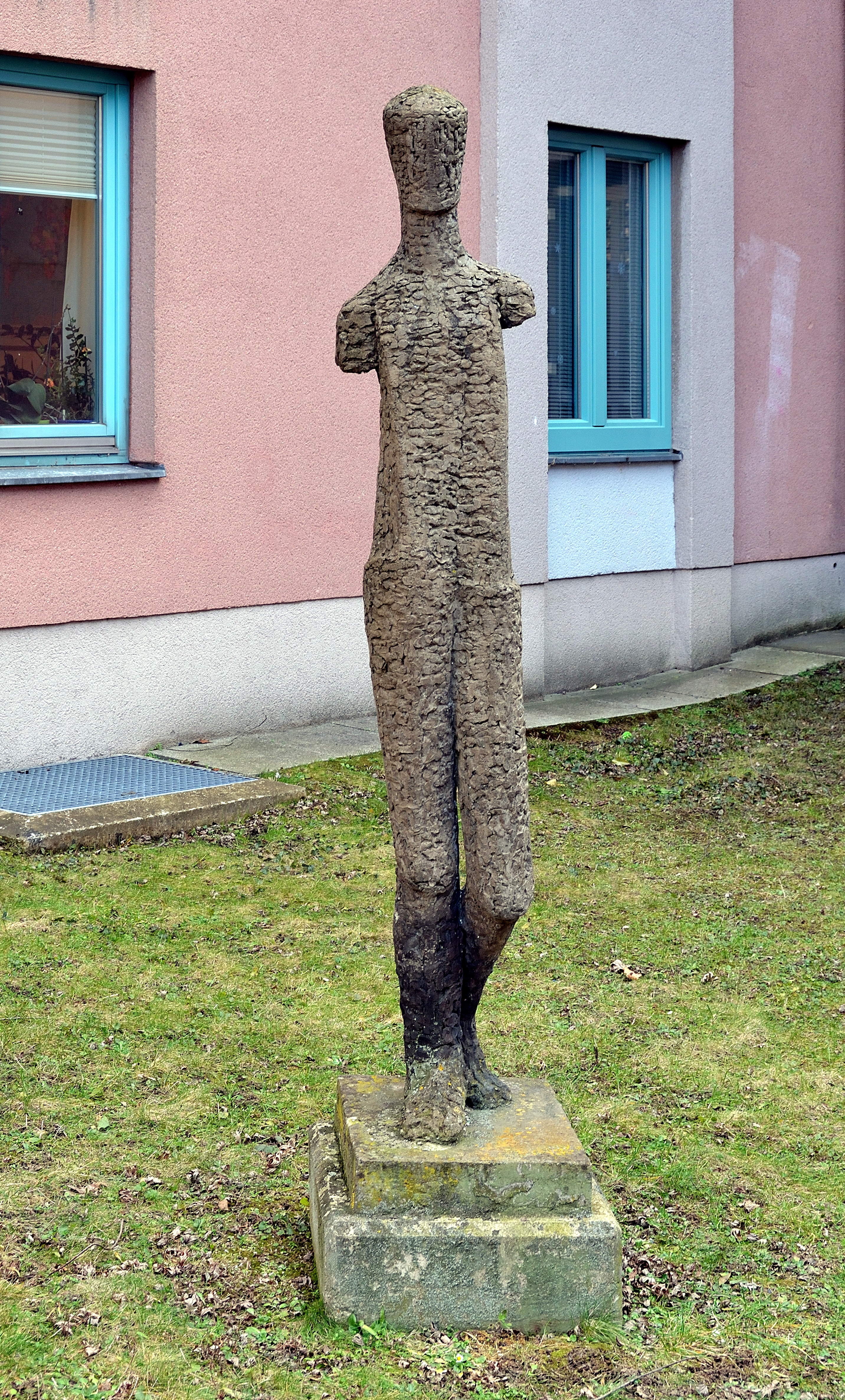
Die Schreitende, 1963, Breitenfurter Straße 401–413 im 23. Wiener Gemeindebezirk

### Öffentliche Sammlungen
- 1961[1]: Der Heilige (Kopf), Bronze, patiniert, h: 48,5 cm, Artothek des Bundes, Inv.-Nr. 22838[3]
- 1961: Der eigene Weg (Schreitende Figur), Gips, schwarz patiniert, 95 cm, Belvedere, Wien, Inv.-Nr. 8960[4]
- vor 1966: Torso, Bronze patiniert, 73 × 19 × 26,5 cm, Artothek des Bundes, Inv.-Nr. 9878[5]

- vor 1971: Selbstporträt, Bronze, 37 × 16 × 23 cm, Artothek des Bundes, Inv.-Nr. 11265[6]

### Öffentlicher Raum
- 1960[7]: Schutzmantelmadonna (zerstört), Kunststeinguss, 250 × 110 × 40 cm, Josef-Melichar-Gasse 20 (bis 1959 Siedlergasse 20), 1210 Wien
- 1963: Schreitende, Kunststein, h: 179 cm, Breitenfurter Straße 401–413, 1230 Wien
- 1964[8]/1966[7]: Delfine, Kunststeinrelief, 50 × 50 cm, Siebenbürgerstraße 2–26 Stiege 67, 1220 Wien
- 1964[9]/1966[7]: Reiher, Kunststeinrelief, 50 × 50 cm, Siebenbürgerstraße 2–26 Stiege 67, 1220 Wien